# 모토로라 모토믹스
모토로라 모토믹스(MOTO MIX)는 모토로라 모빌리티가 출시한 안드로이드폰이다. 출시당시 안드로이드 2.1 이클레어를 탑재한 보급형 스마트폰의 일종이다. 2011년에 단종되었다

## 제품명
본제품명은 미국에서 클릭XT(CLIQ XT)라는 이름으로 출시된 보급형 모델이며, 모토믹스는 이제품의 대한민국 현지화 제품이다. 보급형의 하드웨어 성능상 안드로이드 2.2나 그 이상 버전으로의 업그레이드는 지원하지 않는다.

## 제품사양 및 스펙
|            | 모토믹스(MB-501)                        |
| ---------- | --------------------------------------- |
| 형태       | 바                                      |
| CPU        | 528MHz                                  |
| 디스플레이 | 3.1" TFT LCD 스크린                     |
| 디스플레이 | HVGA (320Ⅹ480)                          |
| 디스플레이 | 65,000화소                              |
| 카메라     | 500만화소 AF카메라, LED플래쉬           |
| 메모리     | 256MB RAM(가용 약190MB)                 |
| 메모리     | 512MB NAND Flash                        |
| 메모리     | 2GB 메모리 지원 (최대 32GB MicroSD지원) |
| 네트워크   | 블루투스 2.1                            |
| 네트워크   | Wi-Fi 802.11b/g                         |
| 네트워크   | S-GPS                                   |
| 크기       | 59.4 × 116.7 × 12.3                     |
| 무게       | 약 123g (배터리포함)                    |
| 배터리     | 1390 / 1420 mAh                         |
| 특징       | 착탈식 배터리                           |
| 특징       | 3.5mm 단자                              |
| 특징       | 파일뷰어                                |
| 특징       | MP3 무인코딩 (DRM free 재생가능)        |

## 출시국가

### 표준모델
- 대한민국

그 외 다수 국가

## 색상
- 블랙
- 화이트

## 사진

전면부 모습
후면부 모습
측면부 모습

## 비교
아이팟 1세대의 CPU와 모토믹스의 CPU처리 클럭은 528로 비슷하지만, 부팅시간은 약 3배정도 차이가 난다. 아이팟은 낮은 CPU클럭에도 불구하고 IOS의 최적화로 빠른 것이다.